# Paolo Segneri
Pour l’article homonyme, voir Enrica Segneri.
Paolo Segneri, né le 21 mars 1624 à Nettuno (Italie) et mort le 9 décembre 1694 à Rome est un prêtre jésuite, prédicateur, missionnaire des campagnes et écrivain ascétique italien.

## Biographie

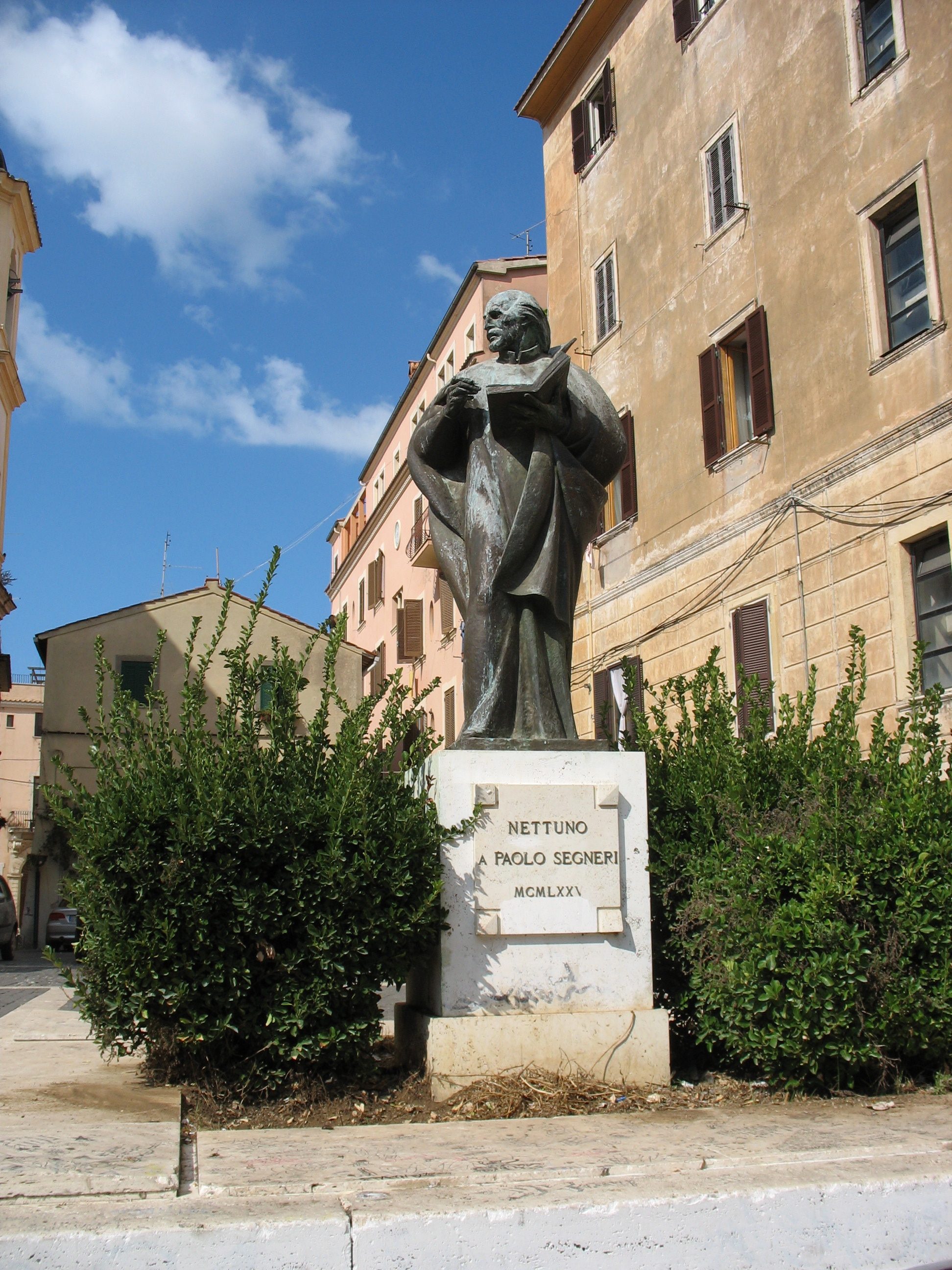
Statue de Paolo Segneri, sur la 'piazza San Giovanni' à Nettuno.

Paolo Segneri  fait ses études au Collège Romain et entre dans la Compagnie de Jésus en 1637, non sans opposition de la part de son père. Le père Oliva l'introduit à la vie religieuse et Pietro Sforza Pallavicino lui enseigne la théologie.
Après avoir enseigné les humanités durant plusieurs années, il est ordonné prêtre en 1653. Grâce à son étude assidue des Écritures, des Pères de l'Eglise et des discours de Cicéron, il réalise sa propre préparation en vue de l'enseignement magistral. Il se porte volontaire pour des missions à l'étranger, mais ce seront la Toscane, les États pontificaux, et les principales villes d'Italie qui seront le théâtre de ses activités. Il prêche d'abord dans les grandes cathédrales, puis pendant vingt-sept ans (de 1665 à 1692) fait œuvre de missionnaire auprès de la population. Son Quaresimale, paru à Florence en 1679 est lu par Antonio Pignatelli. Ce dernier, devenu le pape Innocent XII, le convoque pour prêcher devant lui, et fait de lui le théologien de la Penitentiaria. Selon Massei, biographe de Segneri, son ouvrage  Le Prediche dette nei palazzo apostolico (Rome, 1694) lui vaut l'admiration du souverain pontife et de sa cour.
Avec Bernardin de Sienne et Savonarole, Segneri a été considéré comme l'un des plus grands orateurs sacrés d'Italie, et un réformateur des chaires d'enseignements italiennes. Il tombe parfois dans les travers des Seicentisti (les marinistes), ses Quaresimale, ses Prediche et le Panegyrici Sacri (Florence, 1684), révèlent ses talents d'orateur.
Il est également connu pour ses  attaques et controverses contre le Quiétisme, en particulier contre  le Guide (Rome, 1675) de Miguel de Molinos, et le français, théoricien de la Mystique, François Malaval .

## Travaux
Dans une discussion théologique avec son supérieur général Tirso González, un fervent défenseur du probabiliorisme, lui défend le probabilisme. Néanmoins il le fait dans un débat qui mêle le respect et l'obéissance qu'il doit à son rang. (cf. Lettere sulla Materia del Probabile dans le volume IV de ses Œuvres, Venise, 1748).
Parmi ses autres écrits figurent aussi :
- Il Penitente istruito (Bologne, 1669)
- Il Confessore istruit (Brescia, 1672)
- Il Cristiano istruito (Florence, 1690).
- Le Quiétiste, ou les illusions de la nouvelle oraison de quiétude (Paris, Dezallier 1690)
- L'incredulo senza scusa.Opera (Florence, 1690)
- Son livre La Concordia tra la fatica e la quiete traite (1680) de la méditation, de ses techniques et de ses objectifs. Il s'agit d'un traité antiquiétisme vise à encadrer les pratiques sacramentaires et dévotes. Il sera un temps mis à l'index avant d'être largement diffusé[4].

Ses œuvres complètes ont été fréquemment rééditées notamment à Parme (1701), à Venise en 4 tomes  (1712&1758) et à  Turin (1855). Le Quaresimale a été imprimé au moins trente fois. Certaines œuvres de Segneri ont été traduites en arabe.